# Roland Girones
Roland Girones é um judoca de Cuba, medalhista de Bronze nos Jogos Pan-Americanos de 2007, na categoria até 73 kg